# Office national de l'énergie
L’Office national de l'énergie (en anglais : National Energy Board) est un organisme de réglementation économique du gouvernement fédéral du Canada, chargé de réglementer le commerce interprovincial et international dans le domaine du pétrole, du gaz naturel et de l'électricité.
Créé en 1959 par une loi fédérale, l'organisme a juridiction en matière d'exportation d'électricité et de la construction et l'exploitation d'oléoducs et de gazoducs,.
Son siège social, auparavant sis à Ottawa en Ontario, est situé depuis 1991 à Calgary en Alberta,.